# 1719
1719 (MDCCXIX) je bilo navadno leto, ki se je po gregorijanskem koledarju začelo na nedeljo, po 11 dni počasnejšem julijanskem koledarju pa na sredo.

## Dogodki
- 1. januar

## Smrti
- 12. januar - John Flamsteed, angleški astronom (* 1646)
- 30. november - Jamamoto Cunetomo, japonski samuraj, budistični menih in bušido teoretik (* 1659)